# Křest

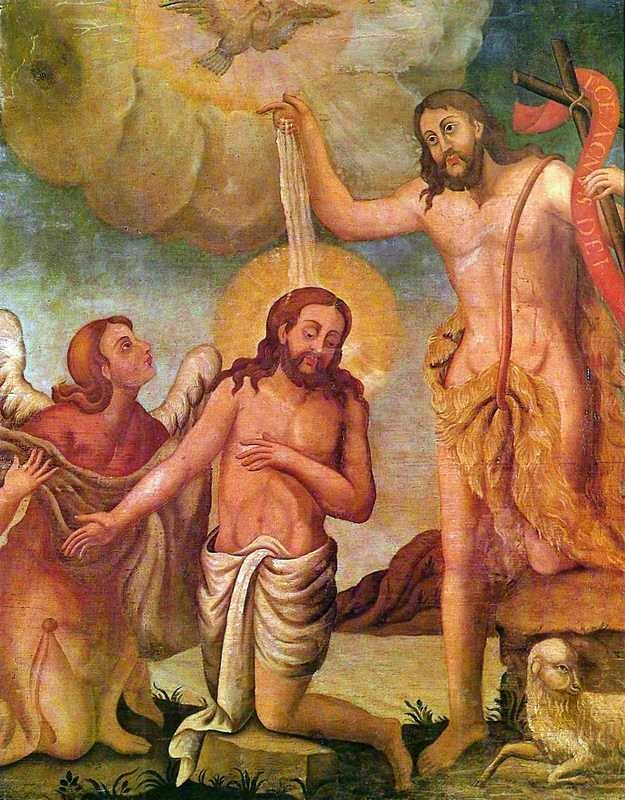
Ježíš křtěný v Jordánu

Křest (asi ze starohornoněmeckého Krist – Kristus; řecky βάπτισμα [báptisma] ponoření < βαπτίζειν [baptízein] nořit, ponořovat) je obřad očištění vodou (praktikovaný většinou skrze ponoření, někdy skrze omytí), užívaný v některých východních náboženstvích (např. sikhismu nebo hinduismu), v určitých historických skupinách židovství a především křesťanství. 
V přeneseném významu se může jednat o marketingový akt s vírou nesouvisející a vztahující se k nabízeným předmětům (např. „křest“ knihy).

## V judaismu

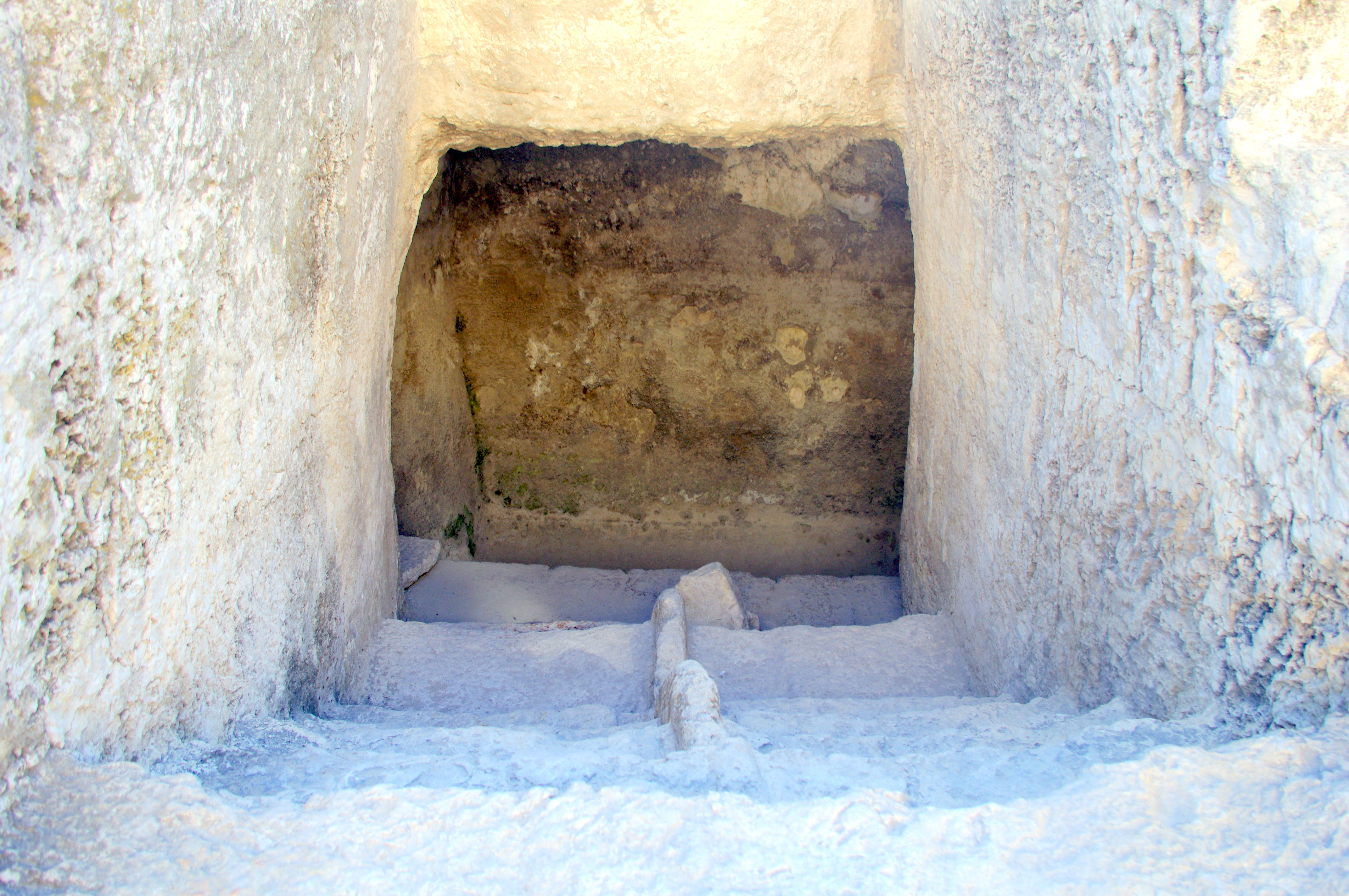

V judaismu bylo ponořování ve vodě užíváno při rituálním omývání těla. Tato proto-křtitelnice byla v židovském prostředí nazývána mikve. Někteří badatelé v tomto vidí tradici, z níž se vyvinula praxe křtů u Jana Křtitele, který pocházel z rodiny židovského kněze Zachariáše.

## V křesťanství
V křesťanství je křest jednou ze svátostí a představuje očištění od hříchů a sjednocení věřícího s Kristem. Počátky křesťanské praxe křtít sahají k osobě Jana Křtitele, který podle Nového zákona pokřtil Ježíše v řece Jordánu. Slovo křest se v řečtině řekne βάπτισμα [baptisma], což znamená ponoření. Bible definuje křest jako ponoření do vody. Různé křesťanské církve křtí v závislosti na tradici politím nebo plným ponořením do vody.

### Janův křest
Je rozdíl mezi Janovým křtem a křtem do Ježíše Krista. O Janovi bylo napsáno již v prorockých knihách:
“Naslouchej! Někdo volá v pustině: „Vyčistěte Jehovovu cestu! Napřimte pouštní plání silnici pro našeho Boha." Izajáš 40:3

To se opakuje v knihách nového zákona:
“naslouchejte! Někdo volá v pustině: ‚Připravte Jehovovu cestu, napřimte jeho silnice.‘“ Marek 1:3

"Tak přišel Jan, křtil na poušti a kázal křest pokání na odpuštění hříchů." Marek 1:4

V Janově evangeliu je Ježíšův křest popsán takto:
“ To se stalo v Betanii za Jordánem, kde Jan křtil. Příští den spatřil Ježíše, jak k němu přichází, a řekl: „Podívejte se, Boží Beránek, který snímá hřích světa! To je ten, o němž jsem řekl: Za mnou přichází muž, který mě předešel, protože existoval přede mnou. Ani já jsem ho neznal, ale přišel jsem křtít ve vodě proto, aby byl učiněn zjevným Izraeli.“ “Jan 1:28-31

Z evangelií tedy vyplývá, že Jan křtil pouze vodou na odpuštění hříchů. V řeckém textu je přitom použité slovo εἰς mající význam "do" nebo "za účelem". Křest tedy nelze vnímat pouze jako pouhý symbol, nýbrž jako samotný cíl, tj. odpuštění hříchů.

### Ježíšův křest
Následující verš dále popisuje jak konkrétně probíhal Ježíšův křest: 
"Během těch dnů přišel Ježíš z Nazaretu v Galileji a byl Janem pokřtěn v Jordánu. A hned když vystoupil z vody, viděl, jak se nebesa rozdělují a duch na něho sestupuje jako holubice; a z nebes vyšel hlas: „Ty jsi můj milovaný Syn; schválil jsem tě.“ “ Marek 1:9-11

Rozdíl mezi Janovým a Ježíšovým křtem je popsán zde:
"Ani já jsem ho neznal, ale právě Ten, kdo mě poslal křtít ve vodě, mi řekl: ‚Nad kým uvidíš sestupovat a zůstávat ducha, to je ten, kdo křtí ve svatém duchu." Jan 1:33

Jan viděl sestupovat Ducha Svatého na Ježíše v podobě holubice. Tím bylo potvrzeno, že Ježíš je ten, kdo bude křtít Duchem Svatým.
V Lukášově evangeliu je záznam o Janově řeči mírně odlišný:
"Jan všem odpověděl: 'Jistě, já vás křtím vodou, ale přichází ten, který je silnější než já. Jemu nejsem hoden ani rozvázat řemínek jeho obuvi. On vás bude křtít Duchem Svatým a ohněm. Jeho věječka je již v jeho ruce a on vyčistí svůj mlat. Pšenici shromáždí do své obilnice, ale plevy spálí neuhasitelným ohněm.'" Lukáš 3:16-17

Přičemž křest ohněm zde znamená Boží soud (všichni hříšníci budou odsouzeni).

### Křest v církevních dopisech
Apoštol Pavel církvi v Kolosu napsal:
"neboť jste s ním byli pohřbeni v [jeho] křtu a vztahem k němu jste také byli společně vzbuzeni prostřednictvím [své] víry v působení Boha, jenž ho vzbudil z mrtvých." Kolosanům 2:12

Tento verš shrnuje význam křtu v křesťanství. Je zde řečeno, že dochází k propojení věřícího v Krista tím způsobem, že zemřel spolu s Kristem tomuto světu, ale byl duchovně vzkříšen z mrtvých skrze víru. Což je vlastně příslib Božího království.
"Vždyť právě jako tělo je jedno, ale má mnoho údů, a všechny údy toho těla, ačkoli jich je mnoho, jsou jedno tělo, tak je také KRISTUS. Opravdu jsme totiž byli všichni pokřtěni jedním duchem v jedno tělo, ať Židé, nebo Řekové, ať otroci, nebo svobodní, a všichni jsme byli napojeni jedním duchem. " 1 Korinťanům 12:12-13

Apoštol Pavel církvi v Korintu napsal, že ti, kdo byli ponořeni do vody jsou ponořeni do jednoho těla. Znamená to, že věřící člověk nejprve musel činit pokání, odvrátit se od dřívějšího tj. hříšného způsobu života a pak byl ponořen do vody ve jménu Ježíše Krista. Tělem je myšlena církev, totiž ti, kdo uctívají Boha v Duchu a v Pravdě, tzn. ti, kteří uctívají Ježíše Krista. Po pokání následuje ponoření do vody, čímž se člověk znovuzrodí, tzn. jeho duch se znovu narodí.
"Skrze víru jste všichni Božími syny v Kristu Ježíši. Všichni, kteří jste pokřtěni do Krista, jste přece oblékli Krista. Není už Žid ani Řek, není otrok ani svobodný, není muž ani žena, neboť vy všichni jste jedno v Kristu Ježíši. A jestliže jste Kristovi, pak jste símě Abrahamovo a dědicové podle zaslíbení." Galatským 3:26-29

Apoštol Pavel napsal Galatským, že ti kdo uvěřili v Ježíše Krista, učinili pokání, odložili starého člověka a oblékli Krista. Je zde kladeno rovnítko mezi víru a křest. Bez křtu není víra a bez víry není křest. Podmínkou zaslíbení, o kterém píše Pavel je víra i křest. Zaslíbení se týká toho, že takto obrácený člověk, má právo být nazýván Božím synem a stává se dědicem Božího království.
Důležitost křtu a závazek, který to představuje vyplývá z následujícího dopisu:
"Vždyť Kristova láska nás zavazuje. Máme zato, že jestliže jeden zemřel za všechny, pak zemřeli všichni; a on zemřel za všechny, aby ti, kdo žijí, již nežili sami pro sebe, ale pro Toho, který za ně zemřel a vstal z mrtvých. My tedy již od nynějška nikoho neznáme podle těla. A jestliže jsme i Krista znali podle těla, nyní ho však již takto neznáme." 2 Korintským 5:14-16

Z toho vyplývá, že člověk, který chce podstoupit křest vydává svůj život do služby Ježíši Kristu. Současně 16. verš sděluje, že kdo věří v Krista již nehřeší (nebude dále hřešit).

### Symbolika křtu
Symbolika křtu v křesťanství odkazuje na víru, že křest není pouze symbolickým ponořením do Kristovy smrti a vzkříšení, ale skutečnou nadpřirozenou proměnou, která má svou paralelu v příběhu Noema či Mojžíše a projití Izraelitů Rudým mořem. Křest je proto podle této víry nejen očištěním, ale také smrtí a vzkříšením spolu s Kristem. Ve většině církví získává při křtu neofyta (tedy pokřtěný člověk) nové jméno, které symbolizuje nový život ve víře.
"Amen, amen, pravím tobě, nenarodí-li se kdo znovu, nemůže spatřit království Boží.“ Nikodém mu odpověděl: „Jak se může člověk narodit, když je už starý? Nemůže přece vstoupit do těla své matky a podruhé se narodit.“ Ježíš odpověděl: „Amen, amen, pravím tobě, nenarodí-li se kdo z vody a z Ducha, nemůže vejít do království Božího. Co se narodilo z těla, je tělo, co se narodilo z Ducha, je duch. Nediv se, že jsem ti řek: Musíte se narodit znovu.“ (Jan 3:3-7).

### Svátost
Křest je tzv. iniciační svátost, to znamená, že křtem se člověk stává v pravém slova smyslu křesťanem. V rámci svátostí je křest jejich branou, to znamená, že ostatní svátosti může přijmout jen člověk pokřtěný. Jednotlivé církve se liší v počtu svátostí, avšak křest je uznáván všemi.
V některých církvích probíhá křest krátce po narození, v jiných až ve věku, kdy se očekává schopnost rozpoznat význam křtu. Jindy jsou možné obě možnosti a záleží na rozhodnutí rodičů.

### Křty za mrtvé
Některé současné církve a křesťanské skupiny a společenství na pomezí křesťanství v minulosti praktikovaly nebo dnes praktikují křty za mrtvé. Většina křesťanských společenství však praktikuje pouze křty pro živé.
"Jestliže mrtví vůbec nevstávají, proč se za ně dávají křtít?" 1.Korintským 15:29

### Vzájemné uznávání křtů

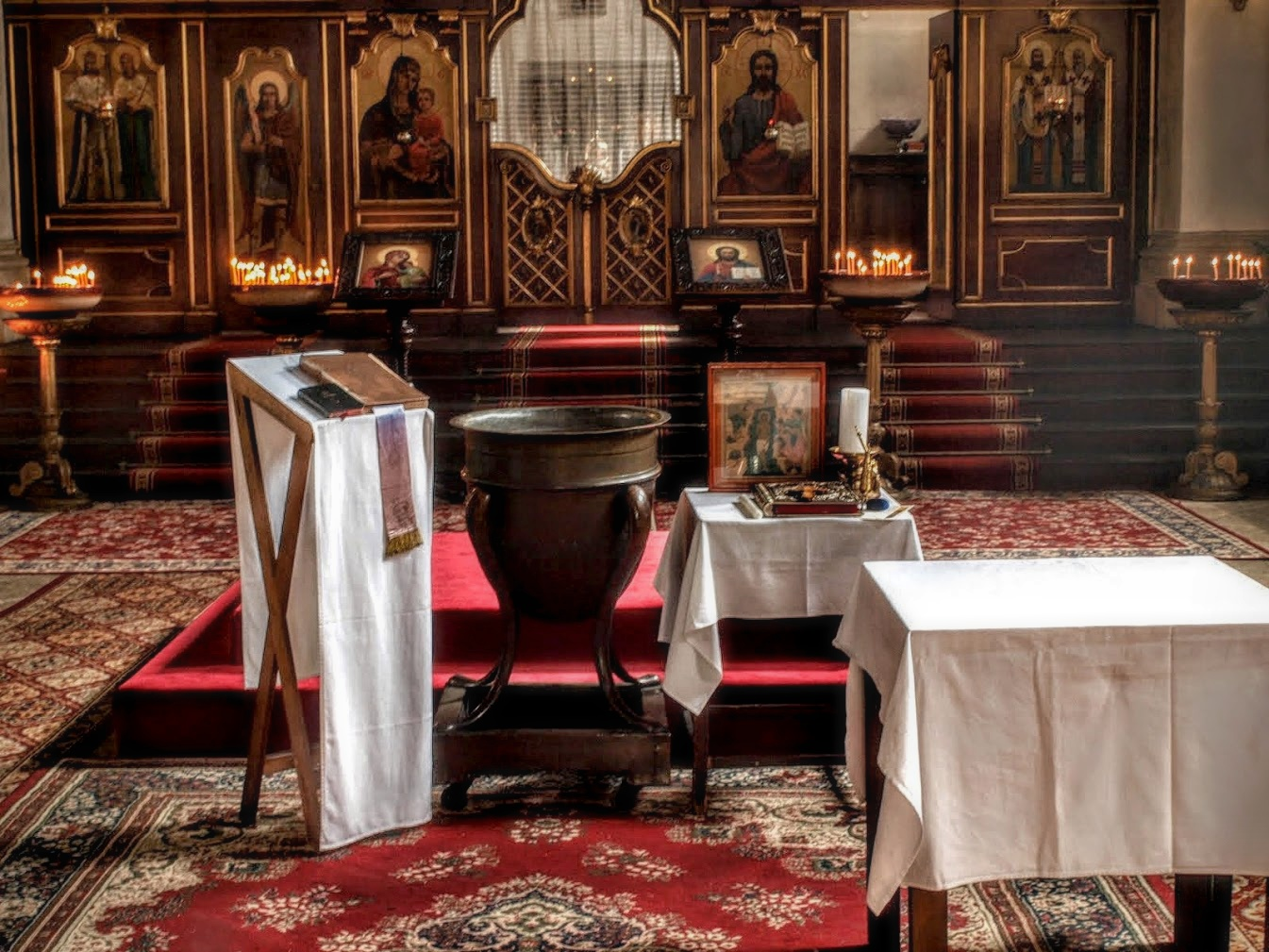
Potřeby připravené ke křtu v pravoslavném chrámu sv. Cyrila a Metoděje v Praze

Z právního hlediska je křest vstupem do určité církve. Podle toho, v jaké církvi a ritu člověk křest podstoupí, k té církvi a ritu náleží a platí pro něj zákoník té dané církve. Pro velký význam křtu je mezi církvemi, které jsou členy ekumenické rady církví, ustálená praxe, že si křest navzájem uznávají, pokud byl vykonán ve víře v Trojjediného Boha. Vychází to i z všeobecného přesvědčení, že křest může být svou povahou udělen/přijat jen jednou, neboť jeho platnost je trvalá a nelze ji nikdy zrušit. To znamená, že – až na výjimky – pokud nějaký pokřtěný přechází z jedné církve do druhé, nebývá „překřtíván“. Pokud je někdo pokřtěn, považuje se za takového, i když později církev či víru opustí (toto neplatí u některých církví, jako například CJKSPD a dalších).

#### Výjimky
Výjimkou jsou případy, kdy křest nebyl vykonán ve víře v Nejsvětější Trojici, jako je tomu např. u Svědků Jehovových. Jejich křest (jako všechny křty nevykonané ve víře v Trojici) není ostatními církvemi uznáván za platný, a pokud přicházejí do těchto církví, jsou pravidelně znovu křtěni. Naopak Svědci Jehovovi neuznávají jiné křty a pokud přechází někdo k nim, je také křtěn. Další výjimkou je pravoslavná církev. Ta neuznává křest katolický, ale katolíci uznávají křest pravoslavný.
Existuje-li pochybnost, zda byl křest udělen či neudělen právoplatně, provede se tzv. křest pod podmínkou (sub conditione): „Pokud nejsi pokřtěn, tak tě křtím ve jménu Otce i Syna i ducha Svatého.“ Ten pak má právní důsledek jedině tehdy, nebyl-li první křest platný a člověk takto křtěný má jistotu, že je skutečně členem církve – Těla Kristova (praxe katolické církve; srv. též podmínečné svěcení).

### V katolicismu
Viz též: Svátosti katolické církve

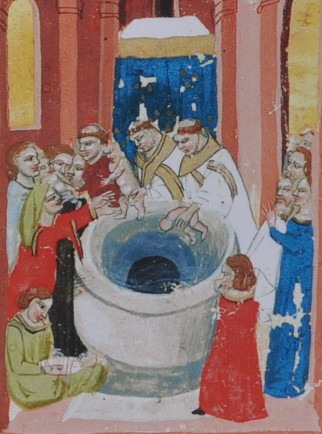
Křest dětí (středověká iluminace)

Katolické pojetí křtu má několik specifických prvků. Katolíci věří, že křtu je zapotřebí pro smazání prvotního hříchu, a proto je běžná praxe křtu malých dětí.

#### Podmínky křtu
Jedinou podmínkou k přijetí křtu je, že člověk, který jej chce přijmout, musí vyznávat to, v co věří církev provádějící křest. Malé děti mohou být pokřtěny pouze tehdy, zaručí-li se jejich rodiče, že je budou vychovávat ve víře. Předpokládá se, že rodiče zajistí naplňování povinností, které ze křtu vyplývají (dodržování jak desatera, tak u katolíků ještě církevních přikázání). Některé křesťanské denominace považují tento křest za neplatný, byť zvyk křtít děti je tradice církve už od nepaměti (výslovně dosvědčena nejméně od 2. století viz Katechismus, 1252). Ježíšova slova: „Nechte děti přicházet ke mně, nebraňte jim“ (Mk 10,14) a touha rodičů aby jejich dítě žilo a čerpalo z Božích milostí už od počátku své existence, je argument pro křest krátce po narození. Křtem se u konvertitů podle převažující víry smazává jak dědičný hřích, tak hříchy z předchozího života.
Zpravidla křtí biskup, kněz nebo jáhen. Ve výjimečné situaci, kdy biskup, kněz ani jáhen není dostupný, může křtít každý, kdo má úmysl „konat to, co církev“ a křest udělit dle platné formy, aby vyhověl žádosti křtěného (tedy i nevěřící).
Křestní formule římskokatolické církve: „(Jméno ve vokativu), já tě křtím ve jménu Otce i Syna i Ducha Svatého.“ Při těchto slovech je na křtěného lita čistá voda jako symbol omývání. Církev tento křest uzná, požaduje jen, aby při křtu byla vyslovena výše uvedená formulace, např. „Pavle, já tě křtím ve jménu Otce i Syna i Ducha Svatého“. Výjimečnou situací se rozumí jednak ohrožení života, a jednak situace, kdy v dohledné době nelze očekávat možnost křtu řádným vysluhovatelem.

#### Volba jména
Rodiče, případně křtěnec, volí při křtu jméno nebo jména. Jméno se může shodovat s občanským jménem nebo jmény, může být jiné nebo může jít o rozšíření občanských jmen.
V prostoru zemí Svaté říše římské bylo možno udělit až 10 jmen. Zhruba polovina rodičů volila dvě jména, jedna třetina jedno jméno, okolo 15 až 20 % tři jména a někteří měli i čtyři jména. Pět a více jmen bylo raritních a jednalo se většinou o šlechtu. Obecně ale výše postavené rodiny volily více jmen.
Katolická církev dnes počet jmen nijak nelimituje. Běžná jsou ale jedno až tři.

#### Kritika křtu dětí
Praxe křtění dětí, které o svém křtu nemohou samostatně rozhodnout, bývá z různých důvodů kritizována. Jedním z důvodů, proč je tato praktika některými považována za kontroverzní, je skutečnost, že se dítě křtem stává bez vědomého souhlasu členem církve. Někteří křesťané upozorňují, že sám Ježíš byl pokřtěn až ve 30 letech. Proto křtění dětí odmítají mnohé křesťanské denominace jako baptisté, letniční, charismatici, ale i mormoni, amenité, mennonité, svědkové Jehovovi a další. Ti křest v dětském věku považují za neplatný a pokud k němu došlo, provádí jej v dospělosti znovu.
Závažným argumentem proti křtění dětí je absence katechumenátu. Předpokládá se, že dítě bude vzděláváno v průběhu dospívání od rodičů, avšak právě to se v některých případech neděje, a tak vznikají praktikující křesťané bez jakékoli elementární znalosti křesťanství. Jako řešení tohoto problému by měl sloužit neokatechumenát.

#### Alternativní formy křtu
Pokud křest nemůže být udělen – například proto, že není voda, existuje podle učení katolické církve křest touhy a křest krve. Umírající, který není pokřtěn a nemůže být u něho křest řádně vykonán, je svojí touhou – vírou pokřtěn. Křtem krve jsou pokřtěni ti, co dřív, než stačili přijmout křest řádný, byli zabiti pro Krista. Nejčastěji se jako příklad uvádějí prvomučedníci. Dnes například v Číně a v dalších zemích je možné, že není pokřtěn člověk, který se rozhodl pro konverzi, protože je dříve pro svoji konverzi zabit. Církev Ježíše Krista Svatých posledních dnů také provádí tzv. zástupné křty za ty, kteří již zemřeli a kteří za svého života neměli možnost křest přijmout.

## V sikhismu
Součástí sikhistického náboženství je obřad očištění/křtu, který se provádí rituálním ponořením v Khalse v posvátném jezírku u chrámu Harmandir Sáhib. Tento obřad se jmenuje Amrit Sanchar.

## Křest v přeneseném významu
V přeneseném smyslu se slovem křest označuje také slavnostní pojmenování, zprovoznění či uvedení na trh věcí, zvířat nebo uměleckých děl. Z hlediska křesťanství jde o nevhodné použití slova křest, a některé církve proto zakazují věřícím se těchto obřadů účastnit. Nejpozději od novověku začal být v západní civilizaci používán pojem křest ve smyslu první zkušenosti, iniciačního rituálu, slavnostního zahájení či inaugurace. Například „křest ohněm“ v tomto smyslu znamená první bojovou zkušenost, obecně vážnou životní událost jako příležitost, při níž je třeba osvědčit své kvality (takové jejich reálné a tvrdé až nemilosrdné prověření).

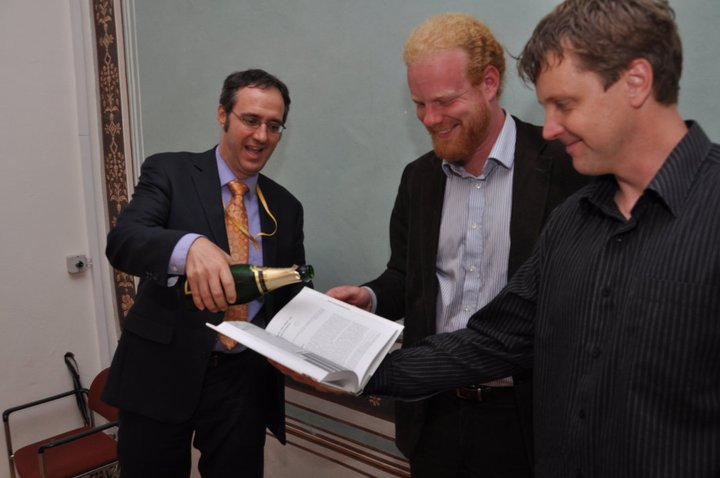
Křest knihy Ekonomie dobra a zla

Stavitelé začali „křtít“ lodě, letadla, stroje, domy apod., přičemž slavnost křtu byla většinou koncipována jako slavnostní zahájení provozu, spojená s přípitkem, teprve později s rozbitím lahve sektu o palubu lodi apod. Původně totiž u oslav tohoto druhu (zejména u spouštění lodí a zprovoznění budov) bývali přítomni zástupci křesťanských církví, kteří často objekt žehnali a také prováděli kropení objektu svěcenou vodou (odtud také označení „křest“ pro tyto oslavy pochází). V zásadě jde však o ryze marketingové akce, jejichž často jediným účelem je propagace uvedeného produktu nebo instituce. „Křest knihy“, „křest gramofonové desky“, „křest mláďat“ v zoo, nebo jiného produktu („křest tramvaje“) probíhá buď ve formě slavnostního přípitku, jindy ovšem i tak, že je kniha, zvukový nosič apod. doslova polit malým objemem sektu, případně jiné tekutiny. Křest a pojmenovávání mláďat je ale odborníky kritizováno.
Je jistým paradoxem, že tuto formu profánního křtu bylo možné zaznamenat i na řadě slavností pořádaných státními organizacemi v období komunistických vlád, které se jinak snažily programově propagovat ateismus. V porevolučním Sovětském svazu nějakou dobu existovaly okťabriny, občanský iniciační rituál. Pozdější alternativou k církevnímu křtu se v komunistických zemích stalo vítání občánků.
V neobvyklém přirovnání použila slovo „křest“ americká politička Sarah Palinová, která označila mučení technikou waterboardingu za „křest (muslimských) teroristů“.